# 오시마촌 (군마현)
오시마촌(일본어: 大島村)은 일본 군마현 오라군에 설치되었던 촌이다.